# Oak Ridge National Laboratory

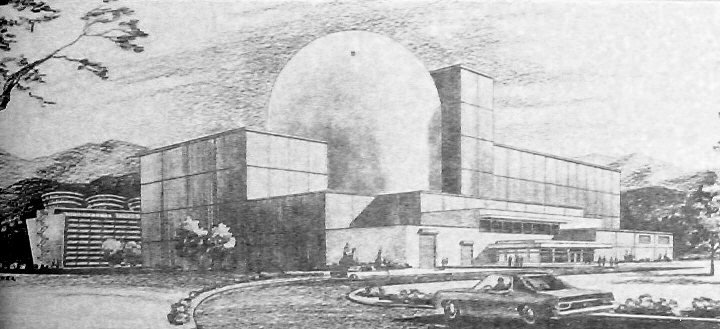
Architektenzeichnung des geplanten flüssigmetallgekühlten schnellen Brutreaktors von 1973

Das Oak Ridge National Laboratory (ORNL) ist eine wissenschaftlich-technische Forschungs- und Entwicklungseinrichtung in Oak Ridge im US-Bundesstaat Tennessee.

## Geschichte
Das ORNL wurde 1943 als Site X des Manhattan-Projekts gegründet und führte zunächst den Namen Clinton Engineer Works oder Clinton Laboratories. Seine ursprüngliche Aufgabe war die Herstellung von angereichertem Uran für die ersten Atombomben. Dazu wurde einerseits das Gasdiffusionsverfahren entwickelt und eine Großanlage (K-25) dafür gebaut, andererseits eine größere Zahl von Calutrons installiert. Das benötigte hochangereicherte Uran – unter anderem für die Hiroshima-Bombe verwendet – wurde mit einer Kombination dieser beiden Isotopentrennverfahren gewonnen. Der Reaktor X-10 war ab 1943 der erste kontinuierlich laufende Kernreaktor neben dem Reaktor Chicago Pile 1 unter Leitung von Enrico Fermi.
Spätere Produktionsreaktoren wurden basierend auf diesen Erfahrungen in Hanford in Betrieb genommen.
Das Institut feiert in dem Jahr 2023 sein 80-Jähriges bestehen.

## Organisation
Alle Angaben sind Stand 2023.
Das ORNL wurde in den Anfangsjahren 1943–1945 von der U.S. Army betrieben. Ab dem Jahr 1948 wurde das Labor durch die Union Carbide bis ca. 1984 betrieben, damals für die U.S. Atomic Energy Commission (später das DOE).
Das NRNL hat mehr als 6.000 Mitarbeiter (davon Benutzer und Wissenschaftler: 3.200) und wird seit dem Jahr 2000 vom amerikanischen Battelle-Institut (UT Battelle LLC) für das Energieministerium der Vereinigten Staaten (DOE) betrieben.
Das Budget ist 2,4 Milliarden US-Dollar.
Letzter Direktor war Thomas Zacharia (2017–2022), gefolgt von interim Direktor Jeff Smith.

## Spätere und heutige Tätigkeiten
Mit der elektromagnetischen Methode der Isotopentrennung – auf der das Calutron und auch jedes Massenspektrometer beruht – wurden und werden im ORNL stabile und auch radioaktive Isotope für medizinische und andere Zwecke gewonnen.
Für Kernreaktoren der US-Marine wird weiterhin angereichertes Uran und für Kernwaffen an Li-6 angereichertes Lithium produziert. Der Bereich Y-12 mit etwa 4500 Beschäftigten, der diese Kernspaltungs- und Fusionsbrennstoffe für militärische Zwecke produziert, untersteht ebenfalls dem DOE, ist aber nach heutigem Stand (2020) vom ORNL organisatorisch getrennt.
Im ORNL wurde seit den 1960er Jahren theoretisch und experimentell intensiv am Konzept der Salzschmelzenreaktoren gearbeitet.
Das ORNL wurde zu einem Forschungs- und Entwicklungszentrum für verschiedene Energie- und Umweltfragen. Es beherbergt stets einen der leistungsstärksten Supercomputer der Welt, so etwa ab 2012 Titan, ab 2018 Summit und seit 2022 Frontier. Mit der geheim gehaltenen Multiprogram Research Facility entwickelt hier außerdem die National Security Agency die Auswertung von Signals Intelligence und Kryptoanalyse mittels Supercomputern.